# スティーブ・ロビンソン
スティーブ・ロビンソン（Steve Robinson、1968年12月13日 - ）は、イギリスの男性プロボクサー。ウェールズカーディフ出身。 元WBO世界フェザー級王者。シンデレラマンの異名通り、キャリアの序盤で多くの敗戦を喫し、持ち前の技巧で何とか持ち直し世界王座を初めて獲得した時はすでに9敗と中々厳しい状況だったものの奇跡の戴冠と評価された。技巧や一発のカウンターを武器に世界王座を7度防衛した（そのうち元世界王者経験者を3人破っている）。

## 来歴
1989年3月1日、地元カーディフのスター・レイス・センターでプロデビューを果たし6回59-58の判定勝ちを収め白星でデビューを飾った。
1989年4月6日、ニッキー・ルーカスと対戦し初黒星となる8回78-78.5の判定負けを喫した。
1990年7月10日、マーク・バテスと対戦し6回判定負けを喫した。
1990年9月12日、ティム・ドリスコルと対戦し8回76.5-79.5の判定負けを喫した。
1991年7月18日、カーディフのナショナル・スポーツ・センターでBBBofCウェールズ州フェザー級王者ピーター・ハリスと対戦し10回判定勝ちを収め王座獲得に成功した。
1992年1月31日、ヘンリー・アームストロングと対戦し6回判定負けを喫した。
1992年5月11日、ネイル・ハードドックと対戦し10回判定負けを喫しBBBofCウェールズ州王座の初防衛に失敗し王座から陥落した。
1992年10月30日、ステファン・ハッコンと対戦し8回判定勝ちを収めた。
1993年1月19日、カーディフのウェールズ・インスティテュート・オブ・スポーツでWBB世界フェザー級王者パウル・ハーヴィーと対戦し12回3-0(2者が119-109、118-109)の判定勝ちを収め王座獲得に成功した。
1993年4月17日、ルーベン・パラシオスの引退に伴い空位となったWBO世界フェザー級王座決定戦でジョン・デビソンと対戦し12回3-0(2者が115-114、116-114)の判定勝ちを収め王座獲得に成功した。
1993年7月10日、カーディフのナショナル・アイス・リンクでシーン・マーフィーと対戦し9回1分54秒KO勝ちを収め初防衛に成功した。
1993年10月23日、元WBO世界フェザー級王者コリン・マクミランと対戦し12回3-0(117-113、116-113、117-111)の判定勝ちを収め2度目の防衛に成功した。
1994年3月12日、元WBC世界フェザー級王者ポール・ホドキンソンと対戦し最終12回1分40秒TKO勝ちを収め3度目の防衛に成功した。
1994年6月4日、ナショナル・アイス・リンクでフレディー・クルスと対戦し12回3-0(116-112、117-110、118-109)の判定勝ちを収め4度目の防衛に成功した。
1994年10月1日、ナショナル・アイス・リンクで元世界3階級制覇王者デューク・マッケンジーと対戦し9回2分40秒KO勝ちを収め5度目の防衛に成功した。
1995年2月4日、ナショナル・アイス・リンクでドミンゴ・ニコラス・ダミゲーラと対戦し12回3-0(116-113,2者が115-113)の判定勝ちを収め6度目の防衛に成功した。
1995年7月7日、ナショナル・アイス・リンクでペドロ・フェラーダスと対戦し9回45秒TKO勝ちを収め7度目の防衛に成功した。
1995年9月30日、カーディフ・アームス・パークでナジーム・ハメドと対戦。5回と8回にダウンを奪われキャリア初のKO負けとなる8回1分40秒TKO負けを喫し8度目の防衛に失敗し王座から陥落した。その後ハメドはフェザー級で3団体統一王者になるなど、1990年代後半から2000年までの間最強ボクサーとして君臨した。
1996年9月18日、ケルトン・マッケンジーと対戦し8回判定勝ちを収めた。
1997年2月3日、EBUヨーロッパフェザー級王者ビリー・ハーディーと対戦し12回0-3(110-119、110-118、112-117)の判定負けを喫し王座獲得に失敗した。
1997年3月8日、WBOインターコンチネンタルフェザー級王者トーマス・サントス・セラーノと対戦し初回2分7秒KO勝ちを収め王座獲得に成功した。
1997年5月8日、フリオ・サンチェス・レオン7回1分15秒KO勝ちを収め初防衛に成功した。
1997年9月27日、アンドリュー・マタボラと対戦し5回1分39秒TKO勝ちを収め2度目の防衛に成功した。
1997年11月18日、アルリンク・ジョンソンと対戦し7回TKO勝ちを収め3度目の防衛に成功した。
1998年10月3日、東ケープ州ムダントセーンノシサ・ドゥカシェ・スタジアムで元IBF世界スーパーバンタム級王者ウェルカム・ニシタと対戦し引導を渡す12回1-1(119-111、114-115、114-114)の判定で引き分けに終わったが4度目の防衛に成功した。
1999年4月30日、マドリードでマヌエル・カルボとEBUヨーロッパフェザー級王座決定戦を行い12回判定勝ちを収め王座獲得に成功した。
1999年10月2日、カーディフのインターナショナル・アリーナでクラウド・チノンと対戦し10回50秒TKO勝ちを収め初防衛に成功した。
1999年12月4日、マンチェスターのボーラーズ・エキシビション・センターでジョン・ジョ・イルウィンと対戦し12回2-1(2者が115-113、113-115)の判定勝ちを収め2度目の防衛に成功した。
2000年3月11日、ロンドンのオリンピアでファン・カルロス・ラミレスと対戦し11回KO負けを喫しWBOインターコンチネンタル王座の5度目の防衛に失敗し王座から陥落した。
2000年6月23日、後のWBO世界フェザー級王者でWBCインターナショナルフェザー級王者イシュトヴァン・コバチと対戦し12回0-3(3者共に108-120)の判定負けを喫しEBU王座の3度目の防衛に失敗し王座から陥落、WBCインターナショナル王座獲得に失敗した。
2000年11月3日、エブーベールのレジャー・センターでWBU世界フェザー級王者で後のIBF世界スーパーフェザー級王者カシウス・バロイと対戦し12回0-2(112-115、113-114、114-114)の判定負けを喫し王座獲得に失敗した。
2001年5月25日、マドリードでマヌエル・カルボとEBUヨーロッパフェザー級王座決定戦を行い12回0-2(114-116、113-116、114-114)の判定負けを喫し王座獲得に失敗した。
2001年11月17日、コモンウェルスイギリス連邦並びにBBBofCイギリスフェザー級王者で後のWBO世界フェザー級王者スコット・ハリソンと対戦し3回2分51秒TKO負けを喫し王座獲得に失敗した。
2002年4月27日、スティーブ・コンウェイと対戦し8回74-79の判定負けを喫した試合を最後に現役を引退した。
引退後は地元カーディフにスティーブ・ロビンソンズ・ジムを設立し、後進の指導をしている。現在はカーディフ第2駅をロビンソンの奇跡的な活躍の功績により、スティーブ・ロビンソン・スターテッド・トレイン・ステーション・2に改名。駅直結の場所にホワイト・カラー・ボクシング・フィットネス・センター・イン・カーディフが出来るなど名前と足跡を残した。

## 獲得タイトル
- BBBofCウェールズ州フェザー級王座
- WBB世界フェザー級王座
- 第7代WBO世界フェザー級王座（防衛7）
- EBUヨーロッパフェザー級王座
- WBOインターコンチネンタルフェザー王座